# Asgard II
L'Asgard II è stato un vascello irlandese per uso addestramento, in sostituzione del precedente Asgard. Del tipo brigantino, fu progettato specificamente per il servizio d'addestramento come nave scuola e costruito ad Arklow, contea di Wicklow. Fu ordinata il 7 marzo 1981.
La Asgard II è affondata nel golfo di Biscaglia nell'11 settembre 2008, a 37 km sud-ovest di Belle-Île-en-Mer, mentre era in navigazione da Falmouth a La Rochelle per manutenzione ordinaria. Non è chiaro se l'affondamento è stato causato da un impatto con il fondale o dalla collisione con un container semisommerso.